# Galumna zachvatkini
Galumna zachvatkini är en kvalsterart som beskrevs av Grishina 1982. Galumna zachvatkini ingår i släktet Galumna och familjen Galumnidae. Inga underarter finns listade i Catalogue of Life.